# Gonzalo Vicente
Gonzalo Miguel Vicente Maillot (Montevideo, 22 dicembre 1979) è un ex calciatore uruguaiano, di ruolo difensore.

## Carriera
Ha giocato nella massima serie uruguaiana con diverse squadre e nella seconda serie italiane  spagnola.